# Taricha sierrae
Taricha sierrae é uma espécie de anfíbio caudado pertencente à família Salamandridae. Endêmica dos Estados Unidos da América.